# Úľany nad Žitavou
Úľany nad Žitavou és un poble i municipi d'Eslovàquia que es troba a la regió de Nitra, al sud-oest del país. El 2021 tenia 1.533 habitants.

## Història
La primera menció escrita de la vila es remunta al 1284.

## Demografia
| Godina             | 1994 | 2004   | 2014   | 2024   |
| ------------------ | ---- | ------ | ------ | ------ |
| Nombre de persones | 1522 | 1542   | 1518   | 1548   |
| Diferència         |      | +1,31% | −1,55% | +1,97% |

| Godina             | 2023 | 2024   |
| ------------------ | ---- | ------ |
| Nombre de persones | 1538 | 1548   |
| Diferència         |      | +0,65% |